# Hypocacculus
Hypocacculus är ett släkte av skalbaggar som beskrevs av Heinrich Bickhardt 1916. Hypocacculus ingår i familjen stumpbaggar.

## Dottertaxa tillHypocacculus, i alfabetisk ordning[1][2]
- Hypocacculus aequabilis
- Hypocacculus amabilis
- Hypocacculus angulosus
- Hypocacculus araneicola
- Hypocacculus ascendens
- Hypocacculus asiaticus
- Hypocacculus asticus
- Hypocacculus atrocyaneus
- Hypocacculus australis
- Hypocacculus balux
- Hypocacculus basilewskyi
- Hypocacculus baudii
- Hypocacculus biskrensis
- Hypocacculus braunsi
- Hypocacculus caeruleoniger
- Hypocacculus canariensis
- Hypocacculus congocola
- Hypocacculus controversus
- Hypocacculus cupreolus
- Hypocacculus curtus
- Hypocacculus deuvei
- Hypocacculus dyolofensis
- Hypocacculus elongatulus
- Hypocacculus emendatus
- Hypocacculus eremobius
- Hypocacculus ferreri
- Hypocacculus ferrugineus
- Hypocacculus fugax
- Hypocacculus fugitivus
- Hypocacculus gambiensis
- Hypocacculus gienae
- Hypocacculus grandini
- Hypocacculus gridellii
- Hypocacculus harmonicus
- Hypocacculus hosseinius
- Hypocacculus hyla
- Hypocacculus infensus
- Hypocacculus interpunctatus
- Hypocacculus japhonis
- Hypocacculus kiseritzkyi
- Hypocacculus kochi
- Hypocacculus malabaricus
- Hypocacculus marginatus
- Hypocacculus metallescens
- Hypocacculus mongolicus
- Hypocacculus nigrocaeruleus
- Hypocacculus occator
- Hypocacculus orbus
- Hypocacculus oxytropis
- Hypocacculus pavianus
- Hypocacculus perparvulus
- Hypocacculus persanus
- Hypocacculus phasanicus
- Hypocacculus praecox
- Hypocacculus pseudorubricatus
- Hypocacculus puncticollis
- Hypocacculus rubricatus
- Hypocacculus rubripes
- Hypocacculus rufipes
- Hypocacculus simillimus
- Hypocacculus simplicisternus
- Hypocacculus simulans
- Hypocacculus simulator
- Hypocacculus solieri
- Hypocacculus somaliensis
- Hypocacculus specillum
- Hypocacculus speculifer
- Hypocacculus spretulus
- Hypocacculus tigris
- Hypocacculus transbaicalicus
- Hypocacculus vethi
- Hypocacculus virens
- Hypocacculus wittei
- Hypocacculus vlasovi
- Hypocacculus vulturnus
- Hypocacculus zanzibaricus